# De primera mano
De primera mano es un programa de televisión mexicano de espectáculos producido y transmitido por Imagen Televisión desde el 24 de julio de 2017. El programa se caracteriza por dar información de lo último de los espectáculos, del cual la crítica y opinión de los conductores serán más objetivos y directos hacia lo más polémico e impactante de los artistas en general.
Se transmite en vivo desde los estudios de Ciudad Imagen en av. Copilco, Coyoacán, en Ciudad de México, y es conducido por Gustavo Adolfo Infante, Mónica Noguera y Michelle Ruvalcaba. Actualmente se transmite de lunes a viernes de 15:00 a 17:00 (hora local).

## Promoción
Para la promoción del programa, se grabaron tres anuncios acompañados de figuras estelares como la actriz Itatí Cantoral, acompañada de su hija María Itatí; Lis Vega, y el conductor y actor Raúl Magaña.

## Presentadores
Referencias
- Conductor
- Colaborador
- Invitado

| Reparto                | Año  | Año  | Año  | Año  | Año  | Año  | Año  |      |      |
| Reparto                | 2017 | 2018 | 2019 | 2020 | 2021 | 2022 | 2023 | 2024 | 2025 |
| ---------------------- | ---- | ---- | ---- | ---- | ---- | ---- | ---- | ---- | ---- |
| Conductores            |      |      |      |      |      |      |      |      |      |
| Gustavo Adolfo Infante |      |      |      |      |      |      |      |      |      |
| Mónica Noguera         |      |      |      |      |      |      |      |      |      |
| Michelle Rubalcava     |      |      |      |      |      |      |      |      |      |
| Alexia Almeida         |      |      |      |      |      |      |      |      |      |
| Joanna Vega-Biestro    |      |      |      |      |      |      |      |      |      |
| Addis Tuñón            |      |      |      |      |      |      |      |      |      |
| Lalo Carrillo          |      |      |      |      |      |      |      |      |      |
| Erika González         |      |      |      |      |      |      |      |      |      |
| Reporteros             |      |      |      |      |      |      |      |      |      |
| Mariana Zepeda         |      |      |      |      |      |      |      |      |      |
| Roy Ramírez            |      |      |      |      |      |      |      |      |      |
| Pepe Rendón            |      |      |      |      |      |      |      |      |      |
| Rox Herrera            |      |      |      |      |      |      |      |      |      |
| Héctor Navarro         |      |      |      |      |      |      |      |      |      |
| Cecy Garza             |      |      |      |      |      |      |      |      |      |
| Fer Jáuregui           |      |      |      |      |      |      |      |      |      |

## Momentos memorables

### Terremoto del 19 de septiembre (2017)
El 19 de septiembre de 2017, durante la transmisión del programa, se registró un sismo de 7.1 que sacudió Ciudad de México, así como Puebla, Morelos y el estado de México. La señal se vio interrumpida, los conductores y todo el personal de grabación tuvieron que evacuar el foro, pero las cámaras siguieron transmitiendo el temblor. Cabe resaltar que el sismo se registró el mismo día que ocurrió el terremoto de México de 1985, conmemorando el 32 aniversario del incidente.

### Jorge Salinas anuncia su ingreso a Imagen Televisión (2018)
El 11 de septiembre de 2018, mientras los conductores platicaban con la actriz Cecilia Galliano, quien estaba promocionando la telenovela de La taxista, el actor mexicano Jorge Salinas apareció de manera sorprendente en el programa, donde anunciaría su ingreso a las filas de Imagen Televisión tras firmar un contrato para protagonizar una nueva teleserie de la televisora. «Acabamos de firmar un contrato, vamos a comenzar un proyecto, de hecho venimos de la reunión» aclararía durante la emisión del programa.

### Alfredo Adame reta a Carlos Trejo a una pelea (2019)
El 5 de marzo de 2019, el actor mexicano Alfredo Adame asistió al programa para desmentir una supuesta pelea que tuvo con el cazafantasmas Carlos Trejo, quien dice haberle roto los dientes al mismo actor, otra cosa que también desmentiría Adame. Sin embargo, en plena transmisión, lo retó a una pelea de artes marciales mixtas para poner fin a su larga disputa, donde afirmó que ya hay una empresa interesada en organizar el evento y que todas las ganancias serán donadas a un albergue en la ciudad de Monterrey que atiende a personas de la tercera edad y menores víctimas de violencia sexual. Minutos después, el mismo autor de la novela Cañitas aceptaría el reto donde asegura que lo dejará paralítico tras su encuentro.